# ヤゴディナ
ヤゴディナ（セルビア語: Jagodina /Јагодина）は、セルビアの都市および基礎自治体でベオグラードの南136kmの場所にあり、ベリツァ川河畔に位置している。ヤゴディナの地名はセルビア語でイチゴを意味する単語に由来している。ヤゴディナはポモラヴリェ郡の行政的な中心都市で市街地には36,092人、基礎自治体全域では71,195人の人口を有する。

## 歴史
ユホル型"Juhor-type"と呼ばれる青銅器時代中期の金のブレスレットがトルツェヴァツで発見されている。東ローマ帝国の皇帝であったフォカスや643年、644年以来のコンスタンティノス4世のコインがこの地域では発見されており、6世紀以来の初期スラヴ陶器なども発見されている。
1399年に初めて町はイチゴを意味するヤゴダに由来するヤゴドナ"Jagodna"の名称で言及されている。1946年から1992年まで19世紀の社会主義者であったスヴェトザル・マルコヴィッチ（Svetozar Marković）にちなみスヴェトザレヴォ（Светозарево, セルビア・クロアチア語発音: [sʋetozǎːreʋo]）と言う都市名であった。セルビア蜂起が起こった1804年から1817年の間、何世紀にもわたるオスマン帝国に対する支配に対してセルビア人が反乱が起こし、多くの戦いが繰り広げられ町はセルビア側にとり戦略的に重要な場所であった。その後、オスマンは破られ再びセルビア王国が成立し、ヤゴディナではその頃工業化や都市開発が行われた。第二次世界大戦後、ヤゴディナは重工業が社会主義時代進められ成長した。1999年にNATO軍によるアライド・フォース作戦により空爆の被害を受けている。

## 経済
ヤゴディナは重工業が第二次世界大戦後から勧められてきた。ヤゴディナで一番大きな工場はケーブル工場で、FKS社は1947年に設立され製造開始は1955年のことである。FKS社はセルビアでは一番ケーブル製造事業者で約8,000人を雇用しており、セルビア製のケーブルの50%のシェアを占めている。海外へも多くが輸出されている。

## スポーツ
- GFKヤゴディナ - サッカークラブ

## 姉妹都市
- コリントス
- フリスポリ（英語版）
- ボサンスカ・ドゥビツァ
- デルチェヴォ（英語版）

## 出身者
- ステファナ・ベリコビッチ - バレーボール選手
- ミラン・ニコリッチ - 演奏家
- ドゥダ・ヤンコビッチ - 格闘家